# Naoki Yanagi
Naoki Yanagi (jap. 矢薙 直樹 Yanagi Naoki; ur. 1 listopada 1972) – japoński seiyū pochodzący z Tokio. Jego prawdziwe imię to Tomoki Yanagi (jap. 柳 知樹 Yanagi Tomoki).

## Filmografia

### Seriale anime
- Ashita no Nadja (John Whittard)
- Basilisk (Yashamaru)
- Blood+ (Moses)
- Daa! Daa! Daa! (Kanata Saionji)
- Fushigiboshi no futagohime (Nagiyo)
- Great Teacher Onizuka (Tadaaki Kusano)
- Innocent Venus (Gora)
- Night Wizard The ANIMATION (Renji Hiiragi)
- Mana-Khemia 2: Ochita Gakuen to Renkinjutsushi-tachi (Yun)
- Mega Man Zero 3 (Cubit Foxtar)
- MoonPhase (Jeda)
- Princess Tutu (Mytho)
- Shutsugeki! Machine Robo Rescue (Gyro Robo, Pon)
- The Day of Revolution (Mikoto Yutaka)
- The Galaxy Railways (Manabu Yuuki)
- Trouble Chocolate (Cacao)
- Yu-Gi-Oh! 5D’s (Mukuro Enjo)